# كينيث نيلسون
كينيث نيلسون (بالإنجليزية: Kenneth Nelson)‏ هو ممثل أمريكي، ولد في 24 مارس 1930 في الولايات المتحدة، وتوفي في 7 أكتوبر 1993 بلندن في المملكة المتحدة.

## وصلات خارجية
- كينيث نيلسون على موقع IMDb (الإنجليزية)
- كينيث نيلسون على موقع ميوزك برينز (الإنجليزية)
- كينيث نيلسون على موقع قاعدة بيانات برودواي على الإنترنت (الإنجليزية)
- كينيث نيلسون على موقع قاعدة بيانات الفيلم (الإنجليزية)